# بانتون
تتمركز شركة بانتون المتحدة (Pantone LLC.) في كارل ستاد في ولاية نيو جيرسي الأمريكية. تعرف الشركة باسم «نظام المضاهاة بانتون»
تعرف الشركة باسم «نظام المضاهاة بانتون» (Pantone Matching System)، وهي المالكة للفضاء اللوني المستخدم في الصناعات المختلفة، وأهمها الطباعة، وأحيانا في صناعة الطلاء الملون، والنسيج واللدائن.
وفي 23 أغسطس 2007، أعلنت شركة إكس رايت (X-Rite) المتحدة المنتجة لأجهزة قياس اللون وبرامجها عن وصولها إلى اتفاق لشراء شركة بانتون مقابل 180 مليون دولار أمريكي. وقد انتهت الصفقة في أكتوبر 2007.

## تاريخ

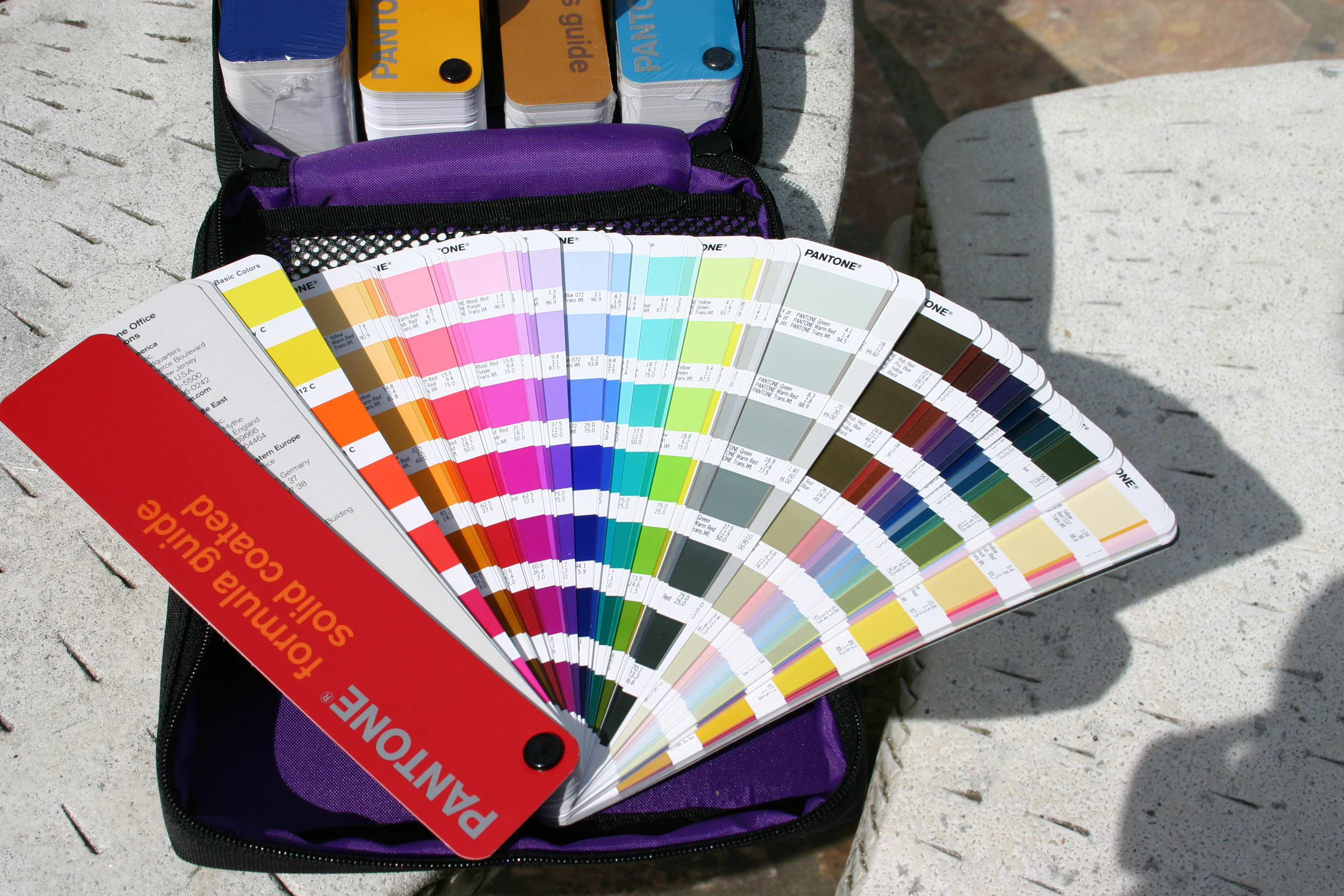
دليل ألوان بانتون مجموعة بشكل مروحة

أنشأت شركة بانتون في سنة 1962 م كمصنع بأعمال محدودة لبطاقات الألوان خاصة لشركات مواد التجميل. وقد اشترى لورنس هيربرت الشركة والذي كان موظفا فيها منذ 1956 م فغيرت الشركة توجهها إلى تطوير أول نظام مضاهاة للألوان في سنة 1963 م.
وقد كانت من أوائل منتجاتها دليل بانتون الذي يتألف من عدد كبير من الشرائح الورقية الصغيرة والرقيقة (15×5 سم) حيث طبع على وجه واحد سلسلة من عينات الألوان ثم جمعت بشكل مروحة. وقد تحتوي «صفحة» محددة عددا من تدرجات اللون الأصفر بأمشاج مختلفة.
يسمح نظام بانتون لمضاهاة الألوان للمصممين بمضاهاة ألوان محددة عندما يدخل التصميم مرحلة الإنتاج، بصرف النظر عن الأجهزة المستخدمة لإنتاج اللون. وقد اعتمد هذا النظام على وجه واسع بين مصممي الصور والمطابع لعدد من السنين. تنصح بانتون بشراء دليل الألوان لمضاهاة الألوان سنويا لأن الأحبار الموجودة في الدليل يصفر لونها مع مرور الوقت. كما يعتمد التفاوت اللوني في الدليل أيضا على الورق المستخدم (مطلي، أو كامد، أو غير مطلي)

## وصلات خارجية
- الموقع الرسمي
- جدول الألوان لبانتون